# Задонский (Багаевский район)
Задо́нский — посёлок в Багаевском районе Ростовской области.
Входит в состав Багаевского сельского поселения.

## Население
| 1989 | 2002 | 2010 |
| ---- | ---- | ---- |
| 293  | ↗438 | ↘419 |

## Улицы
| - ул. Атаманская, - ул. Донская, - ул. Заречная, - ул. Лесная, | - ул. Международная, - ул. Октябрьская, - пер. Опытный, - ул. Платовская, | - ул. Северная, - ул. Степная, - ул. Школьная. |

## Экономика
В посёлке расположен государственный Аксайско-Донской рыбоводный завод. Завод был построен в 1956 году. Разводит и выпускает в Дон частиковые виды рыб — рыбца и шемаю.